# Гостищев, Виктор Кузьмич
Виктор Кузьмич Гостищев (21 ноября 1937, с. Гостищево, Белгородская область — 13 июля 2025) — доктор медицинских наук, профессор, советский и российский хирург, академик РАМН (1999, членкор 1993) и РАН (2013). Специалист в области хирургической инфекции, экстренной абдоминальной хирургии. Заведующий кафедрой общей хирургии Московской медицинской академии. Выпускник НИУ «БелГУ».

## Биография
Окончил лечебный факультет Курского медицинского института (1961).
С 1965 года работал на кафедре общей хирургии 1 ММИ имени И. М. Сеченова, где под руководством академика АМН СССР В. И. Стручкова защитил кандидатскую и докторскую диссертации.
С 1988 по 2018 год — заведующий кафедрой общей хирургии ММА имени И. М. Сеченова.
Член Совета старейшин Сеченовского университета.
Под его руководством защищено 27 докторских и более 80 кандидатских диссертаций.
В 2013 году стал академиком Российской академии наук в рамках присоединения к ней РАМН и РАСХН.
Президент Ассоциации общих хирургов Российской Федерации, член Международного общества хирургов и Международной ассоциации гепато-панкреато-билиарной хирургии.
Являлся председателем проблемной комиссии РАМН и МЗ РФ «Инфекция в хирургии».
Член редколлегии журнала «Хирургия. Журнал имени Н. И. Пирогова».
Автор более 20 монографий, учебников и учебных пособий по хирургической инфекции, опубликовал более 500 печатных работ, является автором более 20 изобретений и патентов.
Вёл работу в области фундаментальных исследований в области хирургической инфекции, этиологии, патологической физиологии, разработки хирургических и дополнительных методов лечения гнойной хирургической инфекции, гнойных ран и раневого процесса, экстренной абдоминальной хирургии.
Автор оригинальной методики лапаростомии при гнойном перитоните, методики торакостомии и торакоабсцессостомии при гнойно-деструктивных заболеваниях легких, автор методики операций при гнойном сакроилеите.

## Награды
- Орден Дружбы (2018)[4]
- Орден «Знак Почёта»
- Орден Трудового Красного Знамени (1991)[5]
- Государственная премия Российской Федерации
- Дважды лауреат премии Правительства Российской Федерации в области науки и техники (1995, 2002)
- Заслуженный деятель науки Российской Федерации (1995)[6]